# Johan Rodríguez
Johan Rubén Rodríguez Álvarez (ur. 15 sierpnia 1975 w Monterrey) – piłkarz meksykański grający na pozycji lewego lub środkowego pomocnika.

## Kariera klubowa
Rodríguez jest wychowankiem klubu Cruz Azul. W 1996 roku zadebiutował w jego barwach w meksykańskiej Primera Division. Swoje pierwsze sukcesy z tym klubem osiągnął w 1997 roku, gdy wywalczył mistrzostwo fazy Invierno, a także wygrał Puchar Mistrzów CONCACAF, dzięki zwycięstwu 5:3 w finale nad Los Angeles Galaxy. Z kolei w 1998 roku wygrał Copa Pachuca.
Na początku 1999 roku Johan zmienił barwy klubowe i odszedł do drużyny Santos Laguna Torreón. W klubie tym występował przez prawie sześć sezonów i podobnie jak w Cruz Azul był jego podstawowym zawodnikiem. W 2001 roku został z tym klubem mistrzem fazy Verano, a w 2004 zdobył Puchar Ligi Meksykańskiej. Po rozegraniu 248 spotkań i zdobyciu 26 goli odszedł do Necaxy Aguascalientes latem 2004. Występował tam bez sukcesów przez półtora roku, a jego kolejnym klubem w karierze stał się Monarcas Morelia. W drużynie Monarcas wystąpił tylko w 7 spotkaniach i w 2006 roku został zawodnikiem Querétaro FC, beniaminka Primera Division. 29 kwietnia 2007 roku spadł z Querétaro do Primera División A.

## Kariera reprezentacyjna
W reprezentacji Meksyku Rodríguez zadebiutował 25 października 2000 roku w przegranym 0:2 towarzyskim meczu ze Stanami Zjednoczonymi. W 2002 roku został powołany przez Javiera Aguirre do kadry na Mistrzostwa Świata 2002. Tam był podstawowym zawodnikiem Meksyku i wystąpił w trzech meczach: grupowych z Ekwadorem (2:1) i Włochami (1:1) oraz w 1/8 finału ze Stanami Zjednoczonymi (0:2). Ostatni mecz w kadrze narodowej rozegrał po tych mistrzostwach, a łącznie wystąpił w niej 17 razy i zdobył 2 gole.